# Hieracium gemelliforme
Hieracium gemelliforme es una especie de planta con flor del género Hieracium, de la familia Asteraceae, orden Asterales.

## Distribución
Hieracium gemelliforme se distribuye por Suecia.

## Taxonomía
Fue descrita científicamente por (Johanss.) Johanss.
Tratamiento taxonómico
La especie aparece registrada y publicada en Ark. Bot.